# 槐蔭区
槐蔭区（かいいん-く）は中華人民共和国山東省済南市に位置する市轄区。

## 歴史
明代以前は、盤竜荘の主要な村落の1つだった。明の万暦元年（1573年）に大槐樹荘と改称された。清末の光緖30年（1904年）に済南が貿易で栄えるようになると、少しずつ市街地を形成していった。1955年、正式に槐蔭区が成立する。

## 行政区画
下部に16街道を管轄する。
- 街道
  - 振興街街道、中大槐樹街道、道徳街街道、西市場街道、五里溝街道、営市街街道、青年公園街道、南辛荘街道、段店北路街道、張荘路街道、匡山街道、美里湖街道、臘山街道、興福街道、玉清湖街道、呉家堡街道